# 32928 Xiejialin
32928 Xiejialin este o planetă minoră (asteroid) din centura de asteroizi. A fost descoperită pe 20 august 1995 la Xinglong Station⁠(d) de Beijing Schmidt CCD Asteroid Program⁠(d) și a fost numită după Xie Jialin⁠(d). 
Obiectul prezintă o orbită caracterizată de o semiaxă mare de 1,9315524 UAi, o excentricitate de 0,07, o înclinație de 17,40441 ° în raport cu ecliptica.